# Titus Andronicus

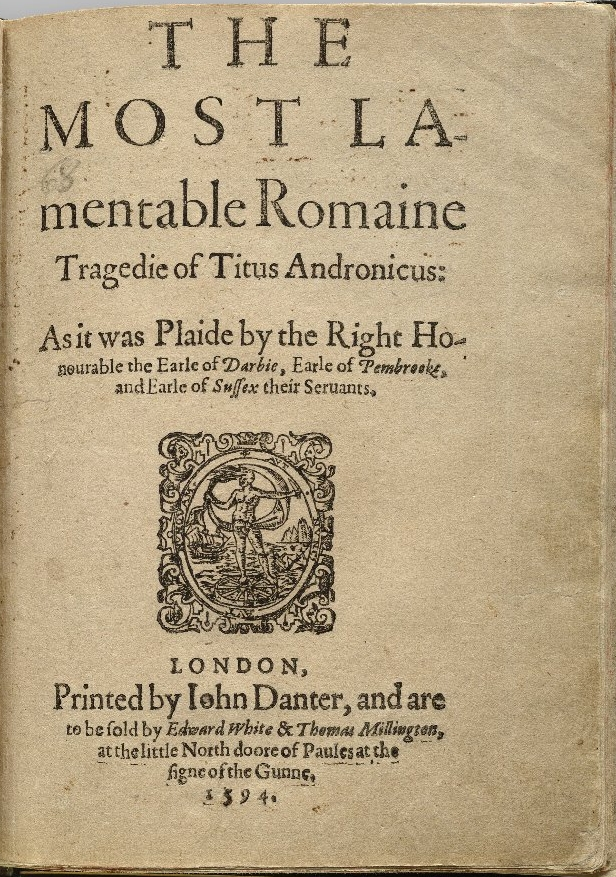
Titulní list prvního kvatra.

Titus Andronicus (celý anglický název The Most Lamentable Romaine Tragedie of Titus Andronicus) je jedna z řady římských tragédií z pera dramatika Williama Shakespearea (byť se zde nejedná o historickou hru - její děj je čistě fiktivní). Její vznik se předpokládá před rokem 1594. Hra líčí příběh fiktivního římského generála Tita Andronica a koloběh pomsty, který se rozpoutá mezi ním a Tamorou, královnou Gótů.
Hra je považovaná za Shakespearovu nejkrvavější tragédii, a tradičně na ni bylo pohlíženo jako na jednu z jeho méně vážených her. Zřejmě se jedná o Shakespearovu první tragédii a jeho pokus o soupeření s násilnými a krvavými hrami o pomstě, které psali jeho současníci a které byly u publika v 16. století velmi populární. I když se ve své době jednalo o velmi oblíbenou hru, ve viktoriánské době upadla v nemilost, především kvůli grafickému nevkusnému zobrazování násilí - ve hře se objevují např. znásilnění, popravy, sekání údů či kanibalismus (částečně díky tomu také někdy bývá zpochybňováno Shakespearovo autorství této hry). Zhruba od poloviny 20. století se nicméně pověst této hry začala zlepšovat.

## Postavy
- Titus Andronicus – slavný římský generál
- Lucius – Titův nejstarší syn
- Quintus – Titův syn
- Martius – Titův syn
- Mutius – Titův syn
- Mladý Lucius – Luciův syn
- Lavinie – Titova dcera
- Marcus Andronicus – Titův bratr a tribun římského lidu
- Publius – Marcův syn
- Saturninus – syn zesnulého římského císaře, a jeho nástupce
- Bassianus – bratr Saturnina, zamilovaný do Lavinie
- Æmilius – římský šlechtic
- Tamora – královna Gótů, poté římská císařovna
- Alarbus - Tamořin prvorozený syn, obětovaný Titem
- Demetrius – Tamořin syn
- Chiron – Tamořin syn
- Aaron – Tamořin milenec
- Sempronius, Caius a Valentinus - Titovi příbuzní
- Chůva
- Šašek
- Posel
- Římský kapitán
- První Gót
- Druhý Gót
- Senátoři, tribuni, vojáci, plebejové, Gótové a další...

## Děj

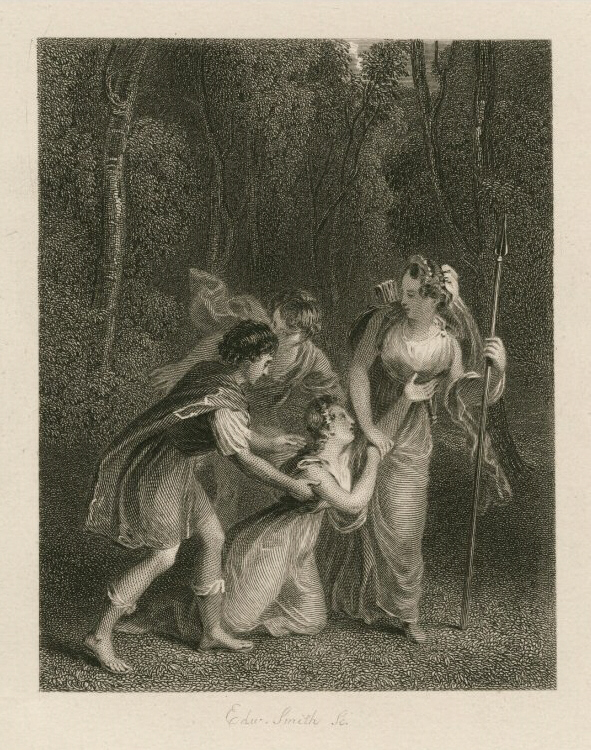
Ilustrace Edwarda Smithe - Lavinie prosí Tamoru o milost, akt druhý, scéna třetí (1841)

Hra začíná krátce po smrti římského císaře sporem jeho dvou synů, Saturnina a Bassiana, o nástupnictví. Když už se zdá, že roztržka vyvrcholív násilí, přichází tribun Marcus Andronicus s oznámením, že lid si vyvolil za svého nového císaře Marcova bratra Tita, který se již brzy vrátí z svého vítězného desetiletého tažení proti Gótům. Za doprovodu fanfár záhy přichází Titus, a s ním i jeho vězni – královna Gótů Tamora, její synové Alarbus, Chiron a Demetrius, a její tajný milenec, černý Maur Aaron. Navzdory Tamořiným zoufalým prosbám obětují Titus a jeho přeživší synové jejího nejstaršího syna Alarba, aby tak pomstil smrt svých padlých synů a utišil jejich rozlícené duše. Rozlícená Tamora a její dva zbylí synové Titovi a jeho rodině přísahají pomstu.
Mezitím Titus odmítne nabídnutý císařský trůn s tím, že se nehodí za vládce, a naopak podpoří nárok Saturnina, který je následně zvolen císařem. Titovi záhy sdělí své první císařské rozhodnutí: chce se oženit s jeho dcerou Lavinií. Ta je ale již zasnoubená za Saturninova bratra Bassiana, který se jí odmítá vzdát. Titovi synové na svého otce naléhají, že Bassianus je dle římských zákonů v právu, ale Titus je odmítne vyslechnout, a obviňuje je ze zrady. Dojde zde k potyčce, v níž Titus zabije jednoho ze svých synů, Mutia. Saturnina jednání synů Androniců uráží, pročež se od jejich rodu odvrací a k Titovu šoku si bere za manželku Tamoru. Ta začíná uvádět do pohybu plán své pomsty, a radí Saturninovi, aby Bassianovi a Andronicům prozatím odpustil, což Saturninus se zdráháním udělá.
Následující den je císařem pořádán hon. Ten den Aaron přiměje Demetria a Chirona k tomu, aby zavraždili Bassiana a zmocnili se Lavinie. Bratři pak Bassianovo tělo hodí to hluboké jámy a Lavinii odvlečou do lesa, kde ji znásilní. Aby jí znemožnili je usvědčit, uříznou jí jazyk a useknou ruce. Mezitím Aaron sepisuje falešný dopis, který má usvědčit z Bassianovy vraždy Titovi syny Martia a Quinta. Saturninus, zděšen bratrovou smrtí, je oba dává zatknout a odsuzuje je k smrti.
O něco později objevuje Titův bratr Marcus zmrzačenou Lavinii, a odvádí ji k jejímu otci. Ten je již tak zdrcen obviněními, která byla snesena proti jeho synům, a potom, co uvidí Lavinii, je přemožen žalem. Záhy k Titovi přichází Aaron, který mu namluví, že Saturninus Martia a Quinta ušetří, jestliže mu buď Titus, Marcus nebo poslední Titův syn Lucius pošle svou useknutou ruku. Titus nechá Aarona, ať usekne ruku jemu a odnese ji císaři. Na oplátku mu jsou ale po poslovi doručeny hlavy Martia a Quinta, společně s vrácenou Titovou rukou. Titus, zoufale toužící po pomstě, rozkáže svému poslednímu synu Luciovi, aby utekl z Říma za Góty, jejich bývalými nepřáteli, a sebral mezi nimi vojsko.
O nějaký čas později se Lavinii podaří holí, kterou drží mezi pahýly svých useknutých rukou, napsat do písku jména Chiróna a Demetria, kteří ji zmrzačili. Tamora mezitím tajně porodí míšenecké dítě,  jehož otcem je černý Aaron. Aby to udržel v tajnosti, zabíjí Aaron chůvu a prchá se svým dítětem, které chce uchránit před nevyhnutelným Saturninovým hněvem. Je ale zajat Luciem, který s armádou Gótů pochoduje na Řím. Ten mu vyhrožuje, že dítě oběsí. Aby svého syna mohl zachránit, prozradí Aaron Luciovi všechno o piklích Tamory a jejích synů, o jejicha pomstě na Titovi a jeho dětech.
V Římě se mezi tím z Titova chování začíná zdát, že se zbláznil. Tamora, přesvědčená o jeho šílenství, se k němu s Chironem a Demétriem vydá v přestrojení za duchy Pomsty, Vraždy a Násilí. Tamora, přestrojená za Pomstu, slibuje Titovi odplatu všem jeho nepřátelům – výměnou za to, že přesvědčí Lucia, aby pozdržel svůj útok na Řím. Titus souhlasí, a posílá Marca, aby Lucia pozval k hostině na usmířenou, ke které "Pomsta" nabízí přivést také císaře a Tamoru. Již se chystají odejít, ale Titus trvá na tom, aby Násilí a Vražda (tedy Chiron a Demetrius) zůstaly s ním. Ti s tím souhlasí, a záhy potom, co Tamora odejde, je Titus nechá oba svázat a podřezat. Jejich krev zachytí do nádoby, kterou drží Lavinia. Titus poté pochmurně sdělí Lavinii, že si "zahraje na kuchaře" – hodlá z hlav a rozemletých kostí Tamořiných synů upéct koláče.
Následující den se během smírné hostiny Titus ptá císaře Saturnina, zda je správné, aby otec zabil svou dceru, která byla znásilněna. Když mu Saturninus odpoví, že ano, zabíjí Titus Lavinii, a prozrazuje všem pravdu o jejím znásilnění. Když chce císař předvolat Chirona a Demétria, Titus odhaluje, že jsou oba zapečení v koláčích, které Tamora právě snědla. Poté Titus zabíjí Tamoru, hned nato je zabit Saturninem, a ten je zas zabit Luciem, mstícím svého otce. Lucius je poté prohlášen za císaře. Přikazuje, aby byli Titus a Lavinie uloženi do rodinné hrobky Androniců. Též Saturninus má být pohřben s císařskými poctami, zato Tamořino tělo má být pohozeno mrchožroutům za městské hradby. Aarona přikazuje Lucius po krk zakopat a nechat zemřít žízní a hladem. Ten ale až dokonce nelituje ničeho krom toho, že nemohl za život napáchat více zla.
V tomto článku byl použit překlad textu z článku Titus Andronicus na anglické Wikipedii.

## Adaptace
- 1999 Titus. Krvavý příběh doplňují rekvizity z různých historických dob (například se natáčelo v novoklasicistní římské budově Palazzo della Civiltà Italiana postavené na popud Benita Mussoliniho, nebo také v antické římské aréně v chorvatské Pule). Režie: Julie Taymor. Hrají: Anthony Hopkins (Titus), Jessica Lange (Tamora), Alan Cumming (Saturninus), Harry Lennix (Aaron), Laura Fraser (Lavinie), James Frain (Bassianus).